# 塔爾迪庫爾干州
塔爾迪庫爾干州 （俄语：Талды-Курганская область、哈薩克語：‎）是哈薩克蘇維埃社會主義共和國和哈薩克斯坦的一個舊州，位於該國東南部，東與中國新疆接壤。面積118,500平方公里，1991年人口731,000人。首府塔爾迪庫爾干。
1944年自阿拉木圖州分出，1959年取消，原土地併入阿拉木圖州。1967年開分出，1997年再併入阿拉木圖州。